# Hans-Joachim Freund (Mediziner)
Hans-Joachim Freund (* 17. August 1935 in Neukirchen, Krs. Moers) ist ein deutscher Neurologe und Hochschullehrer. Er war bis 2001 Direktor an der Neurologischen Klinik der Heinrich-Heine-Universität Düsseldorf.

## Leben
Nach seinem Studium der Medizin arbeitete er als Assistenzarzt an der Neurologischen Klinik der Albert-Ludwigs-Universität Freiburg bei Richard Jung. Es schlossen sich Forschungsaufenthalte am National Hospital Queen Square in London sowie am National Institutes of Health in Bethesda, USA, an. Von 1977 bis zu seiner Emeritierung 2001 war er Professor für Neurologie und Direktor an der Neurologischen Klinik der Heinrich-Heine Universität Düsseldorf.
Anfang der siebziger Jahre führte er mit seinen Mitarbeitern Hans Joachim Büdingen und Gerhard-Michael von Reutern die Doppler-Sonographie der hirnversorgenden Gefäße in Deutschland ein und legte mit dem elektronischen Sectorscan die Grundlagen der transkraniellen Duplexsonographie.
Mit einem der ersten Computer-Tomographen in Deutschland untersuchte Freunds Team Ende der 1970er Jahre die Gehirne von Patienten mit motorischen Störungen auf Schädigungen in bestimmten Arealen. Er setzte seine Untersuchungen mit moderneren bildgebenden Verfahren wie Positronen-Emissions-Tomographie (PET) und funktioneller Magnetresonanz-Tomographie (fMRT) fort. Seine Arbeiten zum motorischen Lernen sowie über die Grundlagen der Funktionserholung nach Hirnläsionen waren richtungsweisend.
1982–2001 war er Sprecher zweier Sonderforschungsbereiche. 1990–1993 war er Vizepräsident der Deutschen Forschungsgemeinschaft (DFG) und Vorsitzender der Senatskommission für Klinische Forschung der DFG. 1994 erhielt er den Hans-Berger-Preis der Deutschen Gesellschaft für klinische Neurophysiologie. 1995 wurde ihm das Bundesverdienstkreuz 1. Klasse verliehen.
Seit Mitte der 1990er Jahre arbeitete Freund zusammen mit dem Kölner Neurochirurgen Volker Sturm an der sogenannten „tiefen Hirnstimulation“ zur Therapie der Parkinson-Krankheit. Als „Hirnschrittmacher“ blockiert eine implantierte Elektrode mit hochfrequenten elektrischen Reizen das unkontrollierbare Zittern und andere Bewegungsstörungen der Patienten.
2000 erhielt Hans-Joachim Freund gemeinsam mit den Thomas Brandt und Johannes Dichgans den Robert Pfleger-Forschungspreis für ihre grundlegenden Beiträge zur experimentellen und klinischen Neurologie  und 2001 die Erb-Gedenkmünze der Deutschen Neurologischen Gesellschaft. 2004 verlieh ihm die Universität Zürich den Ehrendoktor.  2016 wurde er zum Ehrenmitglied der Deutschen Gesellschaft für Klinische Neurophysiologie und Funktionelle Bildgebung gewählt.
Freund ist Mitglied der Nordrhein-Westfälischen Akademie der Wissenschaften, der Leopoldina und der Deutschen Akademie der Technikwissenschaften Acatech, der Academie Royal de Medicine de Belgique; er ist Fellow of the Royal College of Physicians (FRCP), London.
Seit 2003 ist er Konziliarius am Forschungszentrum Jülich (Institut für Neurowissenschaften und Medizin, INM-7) sowie am International Neuroscience Institute Hannover.
Freund hat mit seiner Ehefrau Elsche drei mittlerweile erwachsene Kinder und lebt bei Düsseldorf.